# 异性友爱
異性友愛指的是兩個不相關的不同性別的人之間的異性友誼是一種柏拉圖式關係，不帶有浪漫的性質或吸引力。跨性別友誼則可以包含多種類型，這些類型取決於其中的雙方是否曾對彼此有過浪漫的感覺，或者是否認為對方有吸引力。
研究人員已經提出了一些理論，以解釋這種友誼的存在，探討了男性和女性之間建立此類關係的原因，以及其他人對這種關係的看法，以及異性友誼對兒童的影響等問題。如果其中一方或雙方對對方有或曾經有過任何浪漫的感覺，異性友誼也可能對當事人帶來挑戰和問題。

## 背景
異性友誼在男性和女性的社會關係中扮演著重要的角色，然而，由於可能存在浪漫或性互動的潛在性，這些友誼也可能帶來一些併發症。蒙蘇爾將跨性別友誼定義為「雙方自願參與的、非家庭的、非浪漫性質的關係，並且雙方都將其標記為友誼」。然而，值得注意的是，僅僅因為這些友誼被標籤為「非浪漫」，並不意味著它們絕對不存在浪漫或性暗示。
格雷羅和查維斯提出了四種異性友誼的類型：相互浪漫、嚴格柏拉圖式、渴望浪漫、拒絕浪漫。在「相互浪漫」的跨性別友誼中，其中一個參與者希望與另一個人建立浪漫關係，並相信對方也有同樣的願望。在「嚴格柏拉圖式」的關係中，個人認為對方只是想成為柏拉圖式的朋友，沒有浪漫的意圖。
在「渴望浪漫」的異性友誼中，一個人希望這種友誼能成為浪漫關係，但不相信對方也有這種想法。在「拒絕浪漫」的異性友誼中，一個人不希望這種關係變得浪漫，但認為他們的朋友可能會期望這樣。這些友誼風格中的每一種都基於個人的目標和觀點。其他理論和研究進一步討論了跨性別友誼的成因和益處。